# Augusto Gansser

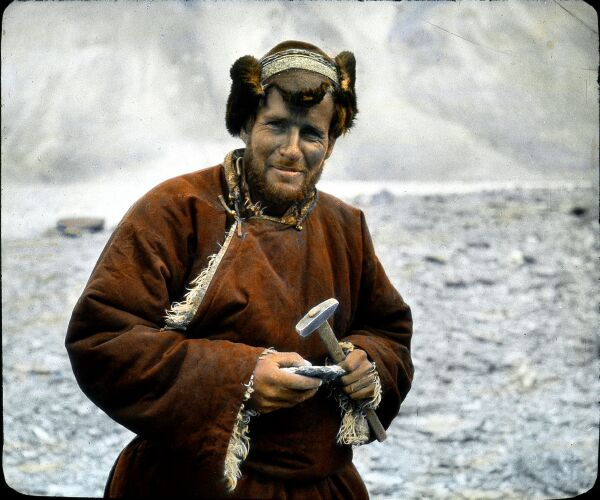
Augusto Gansser während der Himalaya-Expedition, zurück aus Tibet (1936)

Augusto Gansser (* 28. Oktober 1910 in Mailand, Italien; † 9. Januar 2012 in Massagno, Schweiz) war ein Schweizer Geologe.

## Leben

### Herkunft und Familie
Augusto Gansser war Ältester von fünf Geschwistern. Er wurde von Auslandschweizern in Mailand geboren. Er kehrte 1914 kurz vor Ausbruch des Ersten Weltkrieges zurück in die Schweiz und besuchte die Primarschule Lugano und die Sekundarstufe in Trogen.
1937 heiratete er in Lugano Linda Biaggi, genannt «Toti». Aus der Ehe gingen zwei Söhne und vier Töchter hervor (Ursula * 1941, Mario * 1943, Luca * 1945, Manuela * 1949, Francesca * 1956, Rosanna * 1959).

### Ausbildung und erste Expeditionen
1929 begann Gansser das Geologiestudium an der Universität Zürich, wo er 1936 promoviert wurde.
1934 unternahm er seine erste Expedition zusammen mit dem dänischen Forscher Lauge Koch auf dem Segeldampfer Gustav Holm an die Ostküste Grönlands.
1936 nahm er an der ersten Schweizer Himalaya-Expedition unter der Führung von Arnold Heim teil. Gansser reiste auf eigenes Risiko allein nach Tibet weiter, umrundete als erster Geologe den heiligen Berg Kailash, und entdeckte an dessen Südfuss die tektonische Plattengrenze des indischen Subkontinents. Da das Betreten Tibets damals für Ausländer verboten war, unternahm Gansser die Umrundung des Kailash von indischem Boden aus als buddhistischer Pilger verkleidet.

### Berufs- und Forschungs- und Lehrtätigkeit
1938 bis 1946 lebte die Familie in Kolumbien. Nach kurzem Aufenthalt in der Schweiz war sie von 1947 bis 1949 auf der Insel Trinidad. In beiden Ländern war Gansser im Auftrag des Erdölkonzerns Shell unterwegs.
1950–1957 suchte Gansser als Chefgeologe der National Iranian Oil Company nach Öl.
1958 folgte die Berufung als Professor für Geologie an die Eidgenössische Technische Hochschule (ETH) und die Universität Zürich. Gansser leitete als Direktor das geologische Institut von Universität und ETH.
1963–1977 führte Gansser fünf Expeditionen nach Bhutan durch. Er erforschte die nördlichen Hochgebirge an der Grenze zu Tibet und war der erste Geologe, der das isolierte Königreich kartographierte. 1968 unternahm Gansser eine Reise in die kanadische Arktis (Axel-Heiberg-Land). Daneben setzte er seine Forschungen in Ladakh, Nepal, Afghanistan, Patagonien und der Antarktis fort.

### Nach der Emeritierung
Nachdem Gansser 1977 seine Lehrtätigkeit beendete, bereiste er weiterhin die Welt und publizierte umfangreich.
- 1978 Besuch des polaren Ural auf Einladung der russischen Akademie der Geologie
- 1980 und 1985 lud ihn der chinesische Machthaber Deng Xiaoping zu Besuchen nach Tibet ein.
- 1983 Veröffentlichung der ersten geologischen Karte von Bhutan

Sein Alterswohnsitz befand sich ob Lugano, wo er nach dem Tod seiner an Alzheimer-Demenz erkrankten Frau Linda im Jahr 2000 allein lebte.
2008 hat seine älteste Tochter, die Fotografin Ursula Markus, eine Biografie (mit Texten von Ursula Eichenberger) herausgegeben, in welcher besonders Schwarz-Weiss-Fotos und Skizzen von seinen Forschungsreisen abgebildet sind.

## Mitgliedschaften und Auszeichnungen
- 1968: Patron’s Medal of the Royal Geographical Society
- 1980: Wollaston Medal of the Geological Society
- 1982: Prix Gaudry der Geologischen Gesellschaft Frankreichs
- 1982: Gustav-Steinmann-Medaille
- 1983: Titel Baba Himalaya («Vater des Himalaya») von der Universität Peschawar
- 1998: King Albert Medal of Merit der King Albert Memorial Foundation, für seine Erforschung der Berge
- 1971: Mitglied der National Academy of Sciences (USA)
- Mitglied der Accademia Nazionale dei Lincei (Italien)
- Mitglied der Geological Society of India
- 2005: Ehrenmitglied der Nepal Geological Society

## Publikationen
- Il Tambo visto da un geologo. In: Cinquant´anni Sez. Ticino CAS. Bellinzona: Ed. Salvoni, Bellinzona 1936.
- Ein Carbonvorkommen an der Basis der Tambodecke (Graubünden). In: Eclogae Geologicae Helvetiae. Vol. 29. Birkhäuser, Basel 1936.
- Der Nordrand der Tambodecke. Geologische und petrographische Untersuchungen zwischen San Bernardino und Splügenpasse. (Thesis), Schweiz: Min. Petr. Mitt. 17, 1937.
- Ein Abstecher ins unbekannte Nepal. In: Die Alpen. 1937.
- Thron der Götter: Erlebnisse der ersten Schweizer Himalaja-Expedition. (mit Arnold Heim). Morgarten-Verlag, Zürich 1938.
- Der Nevado del Cocuy: Columbianisches Bergerlebnis. In: die Alpen. Nr. 8, 1939.
- Die Berge Columbiens in Berge der Welt. Nr. 3, Schweiz, Stiftg. Alp. Forschg., 1948.
- The Guyana Shield (S. America). Geological Observations. In: Eclogae Geologicae Helvetiae, Vol. 47. Birkhäuser, Basel 1954.
- Geology of the Himalayas. Wiley Interscience, London/New York/Sydney 1964.
- Verborgene Schätze in Bhutan. (mit Ursula Markus und Blanche Olschak). Hallwag, Bern 1969.
- The Large Earthquake of Iran and their Geological Frame (= Eclogae Geologicae Helvetiae, Vol. 62). Bd. 2. Birkhäuser, Basel 1969.
- The Taftan Volcano. In: Eclogae Geologicae Helvetiae. Vol. 64, Bd. 2. Birkhäuser, Basel 1971.
- Geology of Bhutan Himalaya. Birkhäuser, Basel/Boston/Stuttgart 1983, ISBN 3-7643-1371-4.
- Bhutan: Königreich im Himalaja. (mit Ursula Markus und Blanche Olschak). Atlantis, Freiburg im Breisgau 1983. ISBN 3-7611-0652-1.
- Schalensteine: prähistorische Kult-Objekte. Verlag Dr. Christian Müller-Straten, München 1999, ISBN 978-3-932704-66-6.